# Cheimonophyllum
Cheimonophyllum is een geslacht van schimmels behorend tot de familie Cyphellaceae. De typesoort is Cheimonophyllum candidissimum, maar later is deze hernoemd naar Nothopanus candidissimus. De naam van het geslacht werd geldig gepubliceerd door Rolf Singer in 1955.

## Soorten
Volgens Index Fungorum telt het geslacht drie soorten (peildatum februari 2022):
| Soortnaam                     | Auteur(s)       | Publicatiejaar |
| ----------------------------- | --------------- | -------------- |
| Cheimonophyllum pontevedrense | Blanco-Dios     | 2013           |
| Cheimonophyllum roseum        | Segedin         | 1994           |
| Cheimonophyllum stipticoides  | (Singer) Singer | 1973           |